# Creu commemorativa (Jorba)
La creu commemorativa és una creu de terme de Jorba (Anoia) inclosa a l'Inventari del Patrimoni Arquitectònic de Catalunya.
Es tracta d'una creu sobre columna i basament. Columna i basament estan inscrites i recorden l'aplec que es va celebrar el mes d'agost de 1910 amb motiu de la visita de l'arxipreste.